# يفغيني ألكسندروف
يفغيني ألكسندروف (بالبلغارية: Евгени Александров)‏ هو لاعب كرة قدم بلغاري في مركز حراسة المرمى، ولد في 14 يونيو 1988 في Elin Pelin (town) ‏ في بلغاريا. لعب مع نادي ليتكس لوفتش.

## وصلات خارجية
- يفغيني ألكسندروف على موقع قاعدة بيانات كرة القدم.إي يو (الإنجليزية)
- يفغيني ألكسندروف على موقع Soccerway.com (الإنجليزية)